# Trygve Goa
Trygve Sterner Goa  (født 10. oktober 1925 i Haugesund, død 5. januar 2013 smst) var en norsk billedkunstner, grafiker, tegnelærer og intendant ved Haugesund Billedgalleri (som han også etablerede).
Goa voksede op som den yngste i en søskendeflok på tre. Han studerede jura i Oslo fra 1945 til 1948 og deltog også i forelæsninger om kunsthistorie. I Oslo var han en del af kunstnermiljøet, sammen med blandt andet Gunnar S. Gundersen, Ludvig Eikaas og Tor Hoff.
Senere vendte Goa tilbage til hjembyen Haugesund. Han blev gift med Marit Gjermundsen. I Haugesund blev han hurtigt en kendt figur i Haugesunds Kunstforening, og han var styreleder i kunstforeningen fra 1968 til 1971.
Som kunstner var Goa selvlært. Han debuterede på Vestlandsutstillingen i 1952, med linoleumstrykket Flyktninger I starten af hans karriere var han påvirket af tyske ekspressionister, samt den danske kunstner Palle Nielsen. Efter hans debut deltog han på Vestlandsutstillingen stort set årligt frem til 1996. Han havde flere udstillinger, både i hjembyen og i Oslo og Stavanger.
Kunstkritikeren Trond Borgen karakteriserede Goa på følgende måde: «Få kan som han håndtere linoplatens muligheter til å skape slående billeduttrykk – som linosnitter har han knapt sin make her i landet. Han er en forenklingens mester som i sine bilder sier mye nesten uten å trenge å si noe».
Goa arbejdede relativt lidt, men høstede stor anerkendelse. Hans værker hænger bl.a på Nasjonalgalleriet, Tama Art Museum i Tokyo, Ystads Konstmuseum i Sverige, Stavanger kunstmuseum, Det historiske museum i Bergen og Haugesund Billedgalleri.
I perioden 1967-1979 modtog Goa Statens kunstnerlønn. I 1997 fik han et stipendium fra Bildende Kunstneres Hjelpefond.
Haugesund Billedgalleri blev etableret som meseum og kommunal institution i 1973. Goa var leder af galleriet i næsten tyve år fra 1973 til 1992. I 2004 modtog Goa Haugesund kommunes ærespris, De fykende måker.

## Udstillinger
Udvalgte udstillinger:
- 1984: Galleri Norske Grafikere, Oslo
- 1986: Galleri Entree, Skudeneshavn
- 1986: Galleri BFKR og Rogaland Kunstersenter, Stavanger
- 1988: Ystad Konstmuseum, Sverige
- 1989: Bergen Kunstforening
- 1991: Spontanfestivalen, Haugesund
- 1994: Oslo Kunstforening
- 1995: Karmøy Kunstforening
- 1995: Galleri F 15, Moss
- 2005: Haugesund Billedgalleri. Jubilæumsudstilling i forbindelse med hans 80-års fødselsdag.[4]